# Jinan
Jinan este un oraș din China. Este un oras infratit cu Sacramento, California.